# 29812 Aaronsolomon
29812 Aaronsolomon è un asteroide della fascia principale. Scoperto nel 1999, presenta un'orbita caratterizzata da un semiasse maggiore pari a 2,4054670 au e da un'eccentricità di 0,1929368, inclinata di 5,54627° rispetto all'eclittica.
L'asteroide è dedicato allo studente statunitense Aaron Chu Solomon.